# Julijske Alpe (FFH-Gebiet)
Das Fauna-Flora-Habitat-Gebiet Julijske Alpe (deutsch: Julische Alpen) liegt auf dem Gebiet der Städte Jesenice, Tolmin und Radovljica im Nordwesten Sloweniens. Das etwa 741 km² große Schutzgebiet umfasst den slowenischen Teil der Julischen Alpen rund um den Berg Triglav. Im Schutzgebiet kommen fast alle für die östlichen Kalkalpen charakteristischen montanen und hochmontanen Ökosysteme in sehr gutem Erhaltungszustand sowie einige endemische Arten vor.
Das FFH-Gebiet Julijske Alpe überschneidet sich größtenteils mit dem Vogelschutzgebiet Julijci und dem Triglav-Nationalpark. Auf italienischer Seite schließen die FFH-Gebiete Conca di Fusine und Prealpi Giulie Settentrionali an. Im Süden grenzt das slowenische FFH-Gebiet Soča z Volarjo an.

## Schutzzweck

### Lebensraumtypen
Folgende Lebensraumtypen nach Anhang I der FFH-Richtlinie sind für das Gebiet gemeldet:
| EU Code | * | Lebensraumtyp (offizielle Bezeichnung)                                                                                             | Fläche (ha) |
| ------- | - | --- | ----------- |
| 3140    |   | Oligo- bis mesotrophe kalkhaltige Gewässer mit benthischer Vegetation aus Armleuchteralgen                                         | 326,2       |
| 3220    |   | Alpine Flüsse mit krautiger Ufervegetation                                                                                         | 5496,2      |
| 3230    |   | Alpine Flüsse mit Ufergehölzen von Myricaria germanica                                                                             | 200,7       |
| 3240    |   | Alpine Flüsse mit Ufergehölzen von Salix elaeagnos                                                                                 | 5496,2      |
| 4060    |   | Alpine and boreale Heiden | 2710.3      |
| 4070    |   | Buschvegetation mit Pinus mugo und Rhododendron hirsutum (Mugo-Rhododendretum hirsuti)                                             | 7966        |
| 6110    | * | Lückige basophile oder Kalk-Pionierrasen (Alysso-Sedion albi)                                                                      | 2274,2      |
| 6150    |   | Boreo-alpines Grasland auf Silikatsubstraten                                                                                       | 2069,1      |
| 6170    |   | Alpine und subalpine Kalkrasen | 1710,4      |
| 6210    | * | Naturnahe Kalktrockenrasen und deren Verbuschungsstadien (Festuco-Brometalia) (* besondere Bestände mit bemerkenswerten Orchideen) | 1344,5      |
| 6230    | * | Artenreiche montane Borstgrasrasen (und submontan auf dem europäischen Festland) auf Silikatböden                                  | 394         |
| 6430    |   | Feuchte Hochstaudenfluren der planaren und montanen bis alpinen Stufe                                                              | 5210,4      |
| 6510    |   | Magere Flachland-Mähwiesen (Alopecurus pratensis, Sanguisorba officinalis)                                                         | 1344,5      |
| 6520    |   | Berg-Mähwiesen | 547,3       |
| 7140    |   | Übergangs- und Schwingrasenmoore                                                                                                   | 4910.4      |
| 8120    |   | Kalk- und Kalkschieferschutthalden der montanen bis alpinen Stufe (Thlaspietea rotundifolii)                                       | 999         |
| 8160    | * | Kalkhaltige Schutthalden der collinen bis montanen Stufe Mitteleuropas                                                             | 348.1       |
| 8210    |   | Kalkfelsen mit Felsspaltenvegetation                                                                                               | 5496,2      |
| 8220    |   | Silikatfelsen mit Felsspaltenvegetation                                                                                            | 5496,2      |
| 8240    | * | Kalk-Felspflaster | 2494.9      |
| 8310    |   | Nicht touristisch erschlossene Höhlen                                                                                              |             |
| 8340    |   | Permanente Gletscher | 16,65       |
| 91E0    | * | Auen-Wälder mit Alnus glutinosa und Fraxinus excelsior (Alno-Padion, Alnion incanae, Salicion albae)                               | 76          |
| 91K0    |   | Illyrische Rotbuchenwälder (Aremonio-Fagion)                                                                                       | 11780,9     |
| 9410    |   | Montane bis alpine bodensaure Fichtenwälder (Vaccinio-Piceetea)                                                                    | 860,5       |
| 9530    | * | Sub-mediterrane Kiefernwälder mit endemischen Schwarzkiefern                                                                       | 1384        |

### Arteninventar
Folgende Arten von gemeinschaftlichem Interesse kommen im Gebiet vor:
| Bild                         | EU Code | * | Art                          | wissenschaftlicher Name     | Artengruppe           |
| ---------------------------- | ------- | - | ---------------------------- | --------------------------- | --------------------- |
| Bertolini-Akelei             | 1474    |   | Bertolini-Akelei             | Aquilegia bertolonii        | Pflanzen              |
| Steinkrebs                   | 1093    | * | Steinkrebs                   | Austropotamobius torrentium | Krebse                |
| Mopsfledermaus               | 1324    |   | Mopsfledermaus               | Barbastella barbastellus    | Säugetiere            |
| Gelbbauchunke                | 1193    |   | Gelbbauchunke                | Bombina variegata           | Amphibien             |
| Einfacher Rautenfarn         | 1419    |   | Einfacher Rautenfarn         | Botrychium simplex          | Pflanzen              |
| Zois-Glockenblume            | 4071    |   | Zois-Glockenblume            | Campanula zoysii            | Pflanzen              |
| Groppe                       | 1163    |   | Groppe                       | Cottus gobio                | Fische und Rundmäuler |
| Gelber Frauenschuh           | 1902    |   | Gelber Frauenschuh           | Cypripedium calceolus       | Pflanzen              |
| Grünes Besenmoos             | 1381    |   | Grünes Besenmoos             | Dicranum viride             | Moose                 |
| Karawanken-Mohrenfalter      | 1072    |   | Karawanken-Mohrenfalter      | Erebia calcaria             | Schmetterlinge        |
| Alpen-Mannstreu              | 1604    |   | Alpen-Mannstreu              | Eryngium alpinum            | Pflanzen              |
| Goldener Scheckenfalter      | 1065    |   | Goldener Scheckenfalter      | Euphydryas aurinia          | Schmetterlinge        |
| Sumpf-Siegwurz               | 4096    |   | Sumpf-Siegwurz               | Gladiolus palustris         | Pflanzen              |
| Hirschkäfer                  | 1083    |   | Hirschkäfer                  | Lucanus cervus              | Käfer                 |
| Eurasischer Luchs            | 1361    |   | Eurasischer Luchs            | Lynx lynx                   | Säugetiere            |
| Moehringia villosa           | 4078    |   | Zottige Nabelmiere           | Moehringia villosa          | Pflanzen              |
| Trauerbock                   | 1089    |   | Trauerbock                   | Morimus funereus            | Käfer                 |
| Eremit                       | 1084    | * | Eremit                       | Osmoderma eremita           | Käfer                 |
| Alpenbock                    | 1087    | * | Alpenbock                    | Rosalia alpina              | Käfer                 |
| Marmorierte Forelle          | 1107    |   | Marmorierte Forelle          | Salmo marmoratus            | Fische und Rundmäuler |
| Gekörnter Bergwald-Bohrkäfer | 1927    |   | Gekörnter Bergwald-Bohrkäfer | Stephanopachys substriatus  | Käfer                 |
| Alpen-Kammmolch              | 1167    |   | Alpen-Kammmolch              | Triturus carnifex           | Amphibien             |
| Braunbär                     | 1354    | * | Braunbär                     | Ursus arctos                | Säugetiere            |